# Pandemie

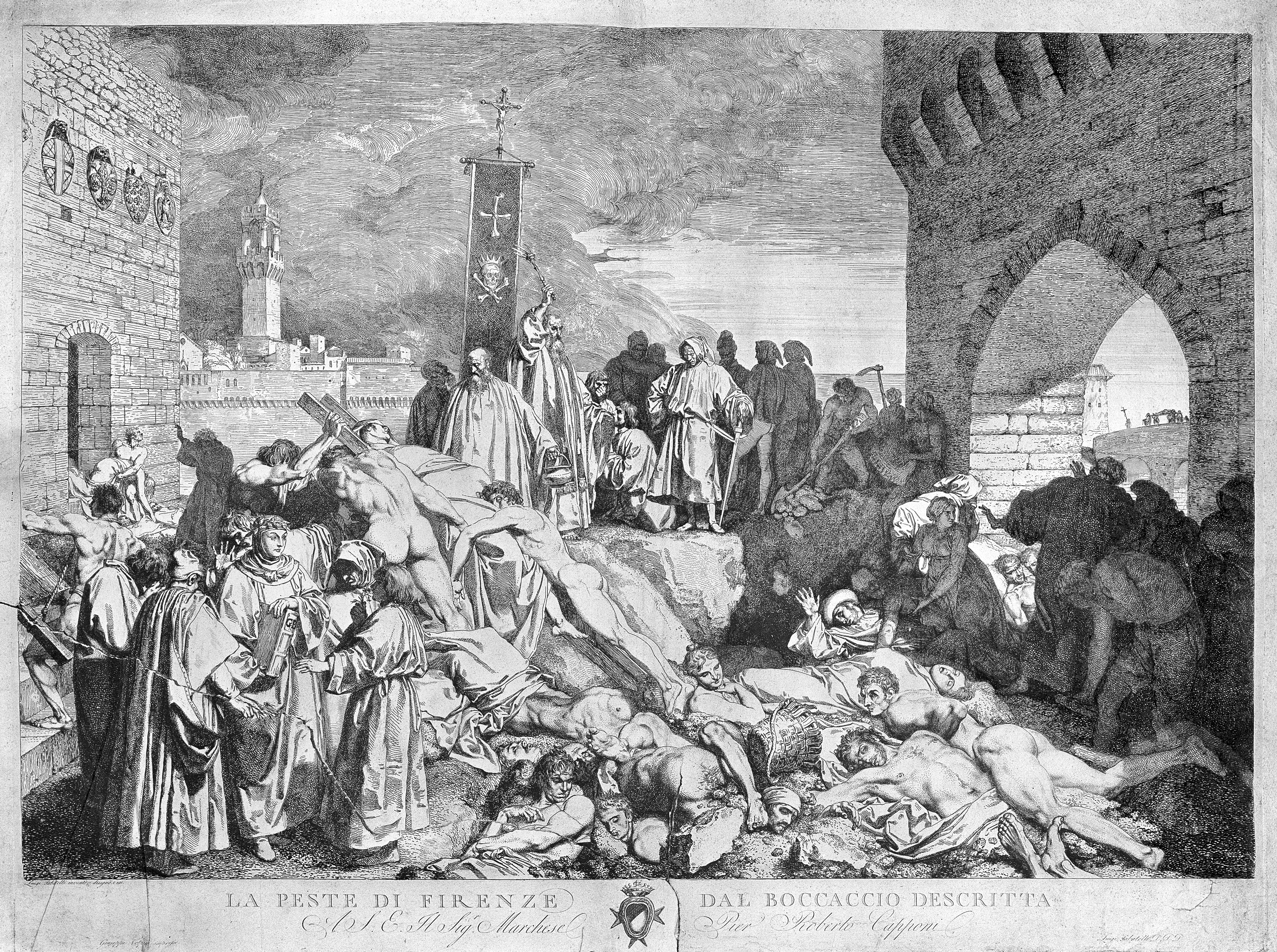
Pandemie Černé smrti

Pandemie je epidemie velkého rozsahu, která zasahuje do více kontinentů. Jedná se tedy o výskyt onemocnění s vysokou mírou výskytu (u chřipky je to v ČR 1 600–1 800 případů na 100 000 obyvatel) na velkém území (kontinenty) za určité časové období. Hodnotí se nejen jednorázový nárůst nemocnosti a šíření, ale i celková nemocnost a očekávaný trend. V daném roce se pandemie vyskytne s pravděpodobností 2 %.
Opakují se však pandemie chřipky A, zejména po závažnější antigenní změně chřipkového viru (španělská chřipka aj.). Rovněž šíření koronaviru SARS-CoV-1 (nemoci SARS) zvládnuté za značné náklady bylo vážnou hrozbou. Pandemii představuje i od prosince 2019 probíhající pandemie koronaviru SARS-CoV-2 (respektive onemocnění covid-19). Za pandemii ji Světová zdravotnická organizace prohlásila 11. března 2020.

## Pandemie v historii lidstva
- Epidemie tyfu v Athénách, 430 př. n. l., nejspíše břišní tyfus zabil přibližně čtvrtinu athénských vojáků a čtvrtinu celkové populace za čtyři roky.
- Antoninský mor (podle Marca Aurelia Antonina), 165–168 n. l, podle moderních odhadů[zdroj⁠?!] se rozšířily neštovice, které zabily na Apeninském poloostrově až 5 milionů lidí, zemřela čtvrtina nakažených.
- Justiniánský mor, 541–750 n. l, z Etiopie se rozšířil mor do celé Evropy i Asie. Zabil 25–50 milionů lidí.
- Černá smrt, 1347–1353,[3] do celé Eurasie se rozšířil mor, který zabil přibližně 75 milionů lidí.
- Cholera, 1816–1923, několik pandemií cholery postihlo Evropu i další světadíly.
- Morová rána v Asii, 1855–1904, mor se postupně šířil z Číny do Indie, celkově zabil přibližně 10 milionů lidí.
- Španělská chřipka, březen 1918 – prosinec 1920, virus se poprvé objevil mezi vojáky v táboře v Kansasu a zasáhl zhruba 500 miliónů lidí. Odhaduje se, že zemřelo 50 miliónů lidí.
- Asijská chřipka, 1957–1958, pandemie se objevila v jižní Číně, asi když viry lidské a ptačí chřipky současně napadly vepře a po výměně genů stvořily nový smrtící virus, zemřelo minimálně milion lidí.[4]
- Hongkongská chřipka, 1968–1969, viry lidské a ptačí chřipky vytvořily nový virus, který byl poprvé zaznamenán v Hongkongu. Jelikož se vir do jisté míry podobal viru z roku 1957, byli proti němu lidé částečně imunní a počet obětí byl nižší, zabil cca 750 tisíc lidí.[4]
- Mexická prasečí chřipka, březen 2009 – srpen 2010, první případ byl zaznamenán v Mexiku, odtud se poté rozšířil do celého světa. Na tuto chorobu zemřelo alespoň 18449 lidí.[5]
- Pandemie covidu-19, prosinec 2019 – 5. květen 2023 (za pandemii Světovou zdravotnickou organizací prohlášeno 11. března 2020), poprvé zaznamenána ve Wu-chanu.[6]

## Pandemie v geologické minulosti
Fosilní záznam neumožňuje odhalit přímo pandemie nemocí v geologické minulosti planety, některá velká vymírání však byla touto příčinou vysvětlována. Například americký paleontolog Robert T. Bakker se domnívá, že druhohorní dinosaury mohla na konci křídové periody před 66 miliony let vyhubit pandemie, způsobená výměnou megafauny mezi východní Asií a Severní Amerikou. Tato hypotéza však není většinou vědců podporována.